# Courtavon
Courtavon je občina v departmaju Haut-Rhin francoske regije Alzacija.
Leta 1990 je v občini živelo 290 oseb oz. 30 oseb/km².